# Кіран Ларвуд
Кіран Ларвуд (англ. Kieran Larwood) — британський письменник. Його творчість охоплює різні жанри, включаючи дитяче фентезі, історичну прозу, детективи та трилери.
Кіран Ларвуд народився в Кенії. Він переїхав до Великої Британії, коли йому було два роки, і жив у різних місцях, перш ніж оселився на острові Вайт, де його й досі проживає. Кіран закінчив Саутгемптонський університет за спеціальністю «англійська мова», а також провчився рік у Фалмутському коледжі мистецтв. Кіран працював на різних роботах, в тому числі був інструктором зі стрільби з лука та працював у нічну зміну на кондитерській фабриці. П'ятнадцять років викладав у початковій школі, а потім став постійним автором (а іноді й ілюстратором) серії романів, які пов'язують п'ять королівств Ланіки.

### Фантастика
- Dungeon Runners
  - Hero Trial (2024)
- The Treekeepers (2022)
- The Five Realms (Longburrow)
  - Podkin One-Ear / «Легенда про Подкіна Одновухого» (2016)
  - The Gift of Dark Hollow / «Дар Темнистої нори» (2017)
  - The Beasts of Grimheart / «Звірі Хмуросердого лісу» (2018)
  - Uki and the Outcasts (2019)
  - Uki and the Swamp Spirit (2021)
  - Uki and the Ghostburrow (2021)
  - Podkin and the Singing Spear (2023)

### Повісті
- Freaks «Диваки» (2012)
- The Peculiars (2018)
- Carnival of the Lost (2022)

### Переклади українською
- Легенда про Подкіна Одновухого. Київ: А-ба-ба-га-ла-ма-га, 2021. 288 стор. ISBN 978-617-585-210-1 (Переклад Ганна Лелів)
- Дар Темнистої нори. Київ: А-ба-ба-га-ла-ма-га, 2022. 304 стор. ISBN 978-617-585-229-3 (Переклад Ганна Лелів)
- Звірі Хмуросердого лісу. Київ: А-ба-ба-га-ла-ма-га, 2024. 304 стор. ISBN 978-617-585-301-6 (Переклад Ганна Лелів)

## Визнання та нагороди
- Його дебютний роман Freaks / «Диваки», переможець конкурсу дитячої фантастики Times/Chicken House 2011 року.[4]
- За свою другу книгу Podkin One-Ear / «Легенда про Подкіна Одновухого» він отримав нагороду Blue Peter Book Award у 2017 році.[5]